# Günther Sabetzki
Temple de la renommée : 1995
Temple de la renommée de l'IIHF : 1997
Günther Sabetzki (né le 4 juin 1915 à Düsseldorf, Allemagne et mort le 21 juin 2000) est un dirigeant de plusieurs organisations de hockey sur glace.

## Biographie
Membre fondateur de la fédération allemande de hockey sur glace en 1963, il en devient coprésident avec Ludwig Zametzer.  En 1966, il est élu membre de la Fédération internationale (IIHF), organisation qu'il dirigera en 1975. En tant que président de l'IIHF, il fut l'artisan du rapprochement entre les hockeys nors-américain et européens et du retour du Canada aux Jeux olympiques, en 1980. Pendant sa présidence, qui s'arrêta en 1994, les pays membres de l'IIHF passèrent de 31 à 50.
Sabetzki fut intronisé au temple de la renommée en 1995.